# Giovanni Invernizzi
Giovanni Invernizzi (ur. 26 sierpnia 1931 w Albairate, zm. 28 lutego 2005 w Mediolanie) – włoski piłkarz i trener.
W czasie kariery piłkarskiej grał na pozycji pomocnika. 
Po zakończeniu kariery piłkarskiej, został trenerem. Trenował Inter Mediolan (1970-1973), z którym zdobył mistrzostwo Włoch 1971, oraz Taranto (1973-1974) i Brindisi (1974-1975).